# Symmorphus canadensis
Symmorphus canadensis  (лат.) — вид одиночных ос из семейства Vespidae.

## Распространение
Встречаются в Северной Америке: Канада, США.

## Описание
Длина переднего крыла самок 4,5—7,3 мм, а у самцов — 5,0—6,8 мм. Окраска тела в основном чёрная с жёлтыми отметинами. Гнёзда строят в готовых полостях (полых стеблях растений, в древесине). Для кормления своих личинок добывают в качестве провизии гусениц Lepidoptera и личинок Coleoptera, главным образом из семейства Chrysomelidae (особенно виды рода Chalepus spp.), реже виды из семейств бабочек Gracillariidae, Cosmopterigidae и жуков-долгоносиков Curculionidae (Apion , Prionomerus )